# Región de Arnsberg
Arnsberg es uno de los cinco Regierungsbezirks de Renania del Norte-Westfalia, Alemania, localizado en el sudeste del estado. Cubre las colinas del Sauerland así como la parte oriental de la región del Ruhr.
La región fue fundada en 1815 como una subdivisión de la Provincia de Westfalia prusiana.
| Distritos (Kreise) 1. Ennepe-Ruhr 2. Hochsauerland 3. La Marck 4. Olpe 5. Siegen-Wittgenstein 6. Soest 7. Unna | Ciudades independientes (Kreisfreie Städte) 1. Bochum 2. Dortmund 3. Hagen 4. Hamm 5. Herne |